# 第4回オースティン映画批評家協会賞
第4回オースティン映画批評家協会賞は、オースティン映画批評家協会が2008年の映画に贈る賞である。

## トップ10
1. 『ダークナイト』
2. 『スラムドッグ$ミリオネア』
3. 『ミルク』
4. 『脳内ニューヨーク』
5. 『ベンジャミン・バトン 数奇な人生』
6. 『レスラー』
7. 『WALL・E/ウォーリー』
8. 『フロスト×ニクソン』
9. 『ぼくのエリ 200歳の少女』
10. 『グラン・トリノ』

## 受賞
- 主演男優賞:
  - ショーン・ペン - 『ミルク』

- 主演女優賞:
  - アン・ハサウェイ - 『レイチェルの結婚』

- アニメ映画賞:
  - 『WALL・E/ウォーリー』

- 撮影賞:
  - コリン・ワトキンソン - 『落下の王国』

- 監督賞:
  - クリストファー・ノーラン - 『ダークナイト』

- ドキュメンタリー映画賞:
  - 『マン・オン・ワイヤー』

- 作品賞:
  - 『ダークナイト』

- 第一回作品賞:
  - 『TIME CRIMES タイム クライムス』 - ナチョ・ビガロンド

- 外国語映画賞:
  - 『ぼくのエリ 200歳の少女』 ( スウェーデン)

- 作曲賞:
  - 『ダークナイト』 - ハンス・ジマー、ジェームズ・ニュートン・ハワード

- 助演男優賞:
  - ヒース・レジャー - 『ダークナイト』

- 助演女優賞:
  - タラジ・P・ヘンソン - 『ベンジャミン・バトン 数奇な人生』

- 脚色賞:
  - 『ダークナイト』 - クリストファー・ノーラン、ジョナサン・ノーラン

- 脚本賞:
  - 『脳内ニューヨーク』 - チャーリー・カウフマン

- ブレイクスルー・アーティスト賞:
  - ダニー・マクブライド - 『スモーキング・ハイ』、The Foot Fist Way、『トロピック・サンダー/史上最低の作戦』

- オースティン映画賞:
  - Crawford - デヴィッド・モディリアーニ